# Ievguenia Brik
Ievguenia Khirivskaïa, dite Ievguenia Brik (russe : Евге́ния Брик), née le 3 septembre 1981 à Moscou (RSFS de Russie) et morte le 10 février 2022 à Los Angeles (États-Unis), est une actrice soviétique puis russe de cinéma, de théâtre et de télévision.
Elle a gagné en popularité avec des films et des séries télévisées tels que Les Zazous (2008), Le géographe a bu son globe (2013), Le Dégel (2013), Les Sapins de Noël 1914 (2014) et Odessa (2019). Elle est également connue pour avoir joué le personnage de Kalinka dans la série télévisée belge Matrioshki : Le Trafic de la honte. Brik a été lauréate de l' Aigle d'or (2020) et nommée pour le prix Nika (2009).

## Biographie
Ievguenia Vladimirovna Khirivskaïa (russe : Евге́ния Влади́мировна Брик) porte le nom de son grand-père paternel Ievgueni Abramovitch Krein, qui était un célèbre journaliste. L'actrice adopte comme nom de scène Brik en l'honneur de son arrière-grand-mère paternelle Sofia Brik. Cependant, malgré le mariage et l'adoption d'un nom de scène, elle n'a jamais changé sa carte d'identité officielle, conservant ainsi son nom de famille de jeune fille. Elle a des ancêtres polonais et juifs.
À l'âge de 5 ans, elle passe avec succès des essais et parvient à travailler comme mannequin enfant à la Obchtchessoïouzny dom modeleï odejdy (ru) (litt. « Maison syndicale du mannequinat »). À l'école primaire et au collège, elle se concentre sur l'apprentissage de l'anglais, avant de s'inscrire dans une école préparatoire de théâtre et d'en sortir diplômée. Elle est également diplômée d'une école de musique où elle a reçu une formation classique de pianiste.
Elle étudie à l'Académie russe des arts du théâtre et y obtient son diplôme en 2004.
En Russie, elle s'est fait connaître en interprétant le rôle de Katia, chef d'une unité universitaire du Komsomol, dans la comédie musicale Les Zazous (2008).

## Vie privée
Brik était mariée au réalisateur Valeri Todorovski, avec qui elle a eu une fille, Zoé Valerievna Todorovskaïa, née en 2009 à Los Angeles. Zoey a fait ses débuts d'actrice dans le rôle de la jeune Prairie Johnson dans The OA, une série originale de Netflix de 2016. Brik meurt après une longue maladie le 10 février 2022, à l'âge de 40 ans. D'après l'actrice Ioulia Aoug, la cause de la mort serait un cancer,,,.

## Filmographie
- 2005 : Matrioshki : Le Trafic de la honte
- 2006 : Comte Montenegro (Граф Монтенегро) de Tatiana Makovtchik, Marina Migounova
- 2007 : L'Etau (Тиски) de Valeri Todorovski
- 2008 : Les Zazous (Стиляги) de Valeri Todorovski
- 2009 : Entre les mots (Между слов) de Lina Assadoulina (court métrage)
- 2010 : Une grande fille ou un test pour ... (Взрослая дочь, или Тест на...) de Mguer Mkrtchian
- 2012 : Blood of War' de Aleksandr Berezan
- 2013 : Le Dégel (série télévisée)
- 2013 : Le monde obscur : Equilibre (Темный мир: Равновесие) de Oleg Assadouline
- 2013 : Le géographe a bu son globe (Географ глобус пропил) de Alexandre Veledinski
- 2014 : Les Sapins de Noël 1914 (Елки 1914) de Timour Bekmambetov, Olga Kharina, Zaour Zasseïev
- 2016 : Vendredi (Пятница) de Ievgueni Cheliakine
- 2017 : Les Optimistes (Оптимисты) de Alekseï Popogrebski
- 2019 : Les Maîtresses (Любовницы) de Ielena Khazanova
- 2019 : Odessa (Одесса) de Valeri Todorovski